# Palaquium sericeum
Palaquium sericeum är en tvåhjärtbladig växtart som beskrevs av Herman Johannes Lam. Palaquium sericeum ingår i släktet Palaquium och familjen Sapotaceae.

## Underarter
Arten delas in i följande underarter:
- P. s. obtusocalyx
- P. s. sericeum